# Selvær (Nordland)

Selvær  est une île de la commune de Træna , en mer de Norvège dans le comté de Nordland en Norvège.

## Description
Selvær est situé à environ 10 kilomètres au nord-est de l'île principale de Husøya et à environ 16 kilomètres à l'ouest de l'île de Nesøya. Les quelque 70 habitants de l'île vivent de la pêche ou de domaines liés à la pêche dans le village de Selvær. Historiquement, il y avait aussi de l'agriculture sur l'île.
Le seul accès à Selvær se fait par un ferry public depuis Husøya ou par des bateaux personnels. Il dispose d'une liaison quotidienne par bateau rapide vers Nesna et Sandnessjøen.